# Leighton James
Leighton James (Loughor, Gales; 16 de febrero de 1953-19 de abril de 2024) fue un futbolista y entrenador de fútbol galés que jugó en la posición de extremo.

## Carrera

### Club
| Periodo   | Club               | Apariciones | Goles |
| --------- | ------------------ | ----------- | ----- |
| 1970-1975 | Burnley FC         | 180         | 45    |
| 1975-1977 | Derby County FC    | 68          | 15    |
| 1977-1978 | QPR                | 28          | 4     |
| 1978-1980 | Burnley FC         | 76          | 9     |
| 1980–1983 | Swansea City AFC   | 88          | 27    |
| 1983–1984 | Sunderland AFC     | 52          | 4     |
| 1984–1985 | Bury FC            | 46          | 5     |
| 1985–1986 | Newport County AFC | 28          | 2     |
| 1986–1989 | Burnley FC         | 79          | 13    |

### Selección nacional
Con dieciocho años debutó con Gales en 1971 en una derrota por 0-1 ante Checoslovaquia en el Letenský Stadion en Praga.Anotó su primer gol en una victoria por 2-0 ante Polonia en el Ninian Park en Cardiff en marzo de 1973. En mayo de 1977 James anotó su único gol de penal con Gales en la victoria por 1-0 ante Inglaterra por el British Home Championship en Wembley, siendo esa la única victoria de Gales ante Inglaterra en Inglaterra. También llegó a ser capitán de la selección nacional, la primera ocasión fue ante Islandia en el Vetch Field de Swansea en octubre de 1981. Jugó para Gales en 54 ocasiones y anotó diez goles.

### Entrenador
| Periodo   | Club                     |
| --------- | ------------------------ |
| 1993–1994 | Gainsborough Trinity FC  |
| 1994      | Morecambe FC             |
| 1994–1995 | Netherfield FC           |
| 1995–1996 | Ilkeston Town FC         |
| 1997–1998 | Accrington Stanley FC    |
| 1998–2000 | Llanelli AFC             |
| 2001–2002 | Garden Village AFC       |
| 2002–2003 | Llanelli AFC             |
| 2009–2010 | Aberaman Athletic FC     |
| 2011–2012 | Haverfordwest County AFC |

## Logros
- FA Charity Shield (2): 1973, 1975
- Copa de Gales (3): 1981, 1982, 1983
- Segunda División de Inglaterra (1): 1972/73